# Josip Bukal
Josip Bukal (Okešinac, 15 novembre 1945 – Sarajevo, 30 agosto 2016) è stato un calciatore e allenatore di calcio jugoslavo, di ruolo attaccante.

## Biografia

### Infanzia
Bukal nacque nel villaggio di Okešinec vicino a Ivanić-Grad, dove iniziò la sua istruzione primaria, prima di trasferirsi a Veliki Crljeni, in Serbia, per la quinta, sesta e settima elementare. Si trasferì a Sarajevo all'età di 15 anni.

### Carriera nei club
La carriera di Bukal prese l'avvio nella squadra giovanile del club Željezničar. Riuscì a segnare 10 gol in una partita per la squadra giovanile prima di fare il proprio debutto per la prima squadra nel 1963. Prese parte a 290 partite ufficiali con lo Željezničar segnando 127 gol. Bukal fu il capocannoniere più alto nella storia del club, insieme a Dželaludin Muharemović. Con la squadra vinse il campionato jugoslavo nella stagione 1971-72.
Nel 1973, Bukal si trasferì in Belgio per giocare per lo Standard Liège. Qui giocò per tre stagioni, dove risultò il terzo miglior marcatore durante la stagione di Coppa UEFA 1973-74 con 7 gol. Tornò in Jugoslavia e, dopo un'altra stagione con lo Željezničar, si ritirò nel 1977. Fu conosciuto per il suo tiro potente: durante una partita in Belgio, la palla venne "cronometrata" a 142 chilometri all'ora dopo il suo tiro.

### Carriera internazionale
Bukal giocò per la squadra juniores e Under 21 prima di fare il suo debutto in prima squadra con la Jugoslavia in un'amichevole dell'ottobre 1966 contro Israele in cui segnò una doppietta. Collezionò 24 presenze e segnò 10 gol con la maglia della nazionale azzurra. La sua finale internazionale fu un'amichevole del maggio 1974 contro l'Ungheria.

### L'esperienza come allenatore
Dopo il ritiro, Bukal venne assunto dallo Željezničar come allenatore. Lavorò inizialmente per le squadre giovanili, ma fu anche assistente allenatore di Blagoje Bratić nella stagione 1987-88. Durante l'inizio della stagione 1988-89 della Prima Lega jugoslava, Bukal divenne l'allenatore della prima squadra dopo che Bratić lasciò il club alla fine della stagione precedente. Dopo Željezničar lavorò anche come manager dello Sloga Kraljevo.

### Morte
Bukal morì il 30 agosto 2016, all'età di 70 anni a Sarajevo, in Bosnia Erzegovina.

## Palmarès

### Giocatore

#### Competizioni nazionali
- Campionato jugoslavo: 1

Željezničar: 1971-1972